# Giro d’Italia 2011/Fahrerfeld
Beim Giro d’Italia 2011 gingen insgesamt 207 Radsportprofis in 23 Teams an den Start.

## Legende
- Suspendierung: Ausschluss durch eigenes Team
- Ausschluss: Ausschluss durch die Rennleitung vor Rennbeginn
- Disqualifikation: Ausschluss durch die Rennleitung nach Rennbeginn
- Auszeichnungen nach der Zielankunft:
  - : Etappensieger
  - : Rosa Trikot für den Gesamtführenden
  - : Grünes Trikot für den Bergbesten
  - : Rotes Trikot für den Punktbesten
  - : Weißes Trikot für den besten Nachwuchsfahrer unter 25 Jahre
  - : Premio Fuga für den kämpferischsten Fahrer des Rennens
  - : Das in der Mannschaftswertung führende Team

## Teilnehmer nach Nationalitäten
| Nr.    | Land                   | Teilnehmer |
| ------ | ---------------------- | ---------- |
| 01     | Italien                | 62         |
| 02     | Spanien                | 25         |
| 03     | Niederlande            | 11         |
| 04     | Belgien                | 10         |
| 05     | Frankreich             | 9          |
| 06     | Vereinigte Staaten     | 8          |
| 07     | Australien             | 7          |
| 07     | Russland               | 7          |
| 07     | Schweiz                | 7          |
| 10     | Deutschland            | 6          |
| 11     | Kolumbien              | 5          |
| 11     | Vereinigtes Königreich | 5          |
| 13     | Belarus                | 4          |
| 13     | Dänemark               | 4          |
| 15     | Polen                  | 3          |
| 15     | Portugal               | 3          |
| 15     | Slowenien              | 3          |
| 15     | Ukraine                | 3          |
| 19     | Venezuela              | 3          |
| 19     | Kroatien               | 2          |
| 19     | Tschechien             | 2          |
| 22     | Finnland               | 2          |
| 22     | Kasachstan             | 2          |
| 22     | Luxemburg              | 2          |
| 22     | Norwegen               | 2          |
| 22     | Österreich             | 1          |
| 22     | Brasilien              | 1          |
| 22     | Kanada                 | 1          |
| 22     | Chile                  | 1          |
| 22     | Irland                 | 1          |
| 22     | Japan                  | 1          |
| 22     | Litauen                | 1          |
| 22     | Südafrika              | 1          |
| 22     | Schweden               | 1          |
| 22     | Usbekistan             | 1          |
| Gesamt | Gesamt                 | 207        |

## Teilnehmer nach Teams

### Acqua e Sapone(Italien)
- Sportdirektor: Bruno Cenghialta

| Nr. | Name                | Nationalität | Anmerkungen                               |
| --- | ------------------- | ------------ | ----------------------------------------- |
| 1   | Stefano Garzelli    | Italien      | 15.–21. Etappe                            |
| 2   | Massimo Codol       | Italien      |                                           |
| 3   | Claudio Corioni     | Italien      |                                           |
| 4   | Carlos Betancur     | Kolumbien    |                                           |
| 5   | Ruggero Marzoli     | Italien      |                                           |
| 6   | Vladimir Miholjević | Kroatien     |                                           |
| 7   | Danilo Napolitano   | Italien      | Aufgabe nach Sturz während der 11. Etappe |
| 8   | Cayetano Sarmiento  | Kolumbien    |                                           |
| 9   | Fabio Taborre       | Italien      |                                           |

### Ag2r La Mondiale(Italien)
- Sportdirektor: Laurent Biondi

| Nr. | Name              | Nationalität | Anmerkungen |
| --- | ----------------- | ------------ | ----------- |
| 11  | Rinaldo Nocentini | Italien      |             |
| 12  | Julien Bérard     | Frankreich   |             |
| 13  | Mickaël Chérel    | Frankreich   |             |
| 14  | Cyril Dessel      | Frankreich   |             |
| 15  | Hubert Dupont     | Frankreich   |             |
| 16  | John Gadret       | Frankreich   | 11. Etappe  |
| 17  | Ben Gastauer      | Luxemburg    |             |
| 18  | Jurij Kriwzow     | Ukraine      |             |
| 19  | Matteo Montaguti  | Italien      |             |

### Androni Giocattoli(ITA)
- Sportdirektor: Gianni Savio

| Nr. | Name                 | Nationalität | Anmerkungen                              |
| --- | -------------------- | ------------ | ---------------------------------------- |
| 21  | José Serpa           | Kolumbien    |                                          |
| 22  | Emanuele Sella       | Italien      |                                          |
| 23  | José Rujano          | Venezuela    | 13. Etappe                               |
| 24  | Alessandro De Marchi | Italien      |                                          |
| 25  | Giairo Ermeti        | Italien      |                                          |
| 26  | Roberto Ferrari      | Italien      |                                          |
| 27  | Carlos Ochoa         | Venezuela    |                                          |
| 28  | Jackson Rodríguez    | Venezuela    | Aufgabe nach Sturz während der 9. Etappe |
| 29  | Ángel Vicioso        | Spanien      | 3. Etappe                                |

### BMC Racing Team(USA)
- Sportdirektor: Fabio Baldato

| Nr. | Name               | Nationalität       | Anmerkungen                              |
| --- | ------------------ | ------------------ | ---------------------------------------- |
| 31  | Chris Barton       | Vereinigte Staaten | Aufgabe auf der 5. Etappe                |
| 32  | Chad Beyer         | Vereinigte Staaten |                                          |
| 33  | Mathias Frank      | Schweiz            |                                          |
| 34  | Martin Kohler      | Schweiz            | 5.–6. Etappe; Aufgabe auf der 13. Etappe |
| 35  | Alexander Kristoff | Norwegen           |                                          |
| 36  | Chris Butler       | Vereinigte Staaten | Aufgabe auf der 9. Etappe                |
| 37  | Johann Tschopp     | Schweiz            |                                          |
| 38  | Danilo Wyss        | Schweiz            |                                          |
| 39  | Simon Zahner       | Schweiz            |                                          |

### Colnago-CSF Inox(Irland)
- Sportdirektor: Roberto Reverberi

| Nr. | Name               | Nationalität | Anmerkungen                                   |
| --- | ------------------ | ------------ | --------------------------------------------- |
| 41  | Domenico Pozzovivo | Italien      |                                               |
| 42  | Manuel Belletti    | Italien      | Nicht zur 13. Etappe angetreten               |
| 43  | Sacha Modolo       | Italien      | Aufgabe während der 13. Etappe                |
| 44  | Stefano Pirazzi    | Italien      |                                               |
| 45  | Filippo Savini     | Italien      | 9.–12. Etappe; Aufgabe während der 19. Etappe |
| 46  | Federico Canuti    | Italien      |                                               |
| 47  | Simone Stortoni    | Italien      |                                               |
| 48  | Gianluca Brambilla | Italien      | 3.–4. Etappe                                  |
| 49  | Marco Frapporti    | Italien      |                                               |

### Euskaltel-Euskadi(Spanien)
- Sportdirektor: Alvaro Gonzalez De Galdeano

| Nr. | Name                       | Nationalität | Anmerkungen                    |
| --- | -------------------------- | ------------ | ------------------------------ |
| 51  | Igor Antón                 | Spanien      | 14. Etappe                     |
| 52  | Daniel Sesma               | Spanien      |                                |
| 53  | Miguel Mínguez             | Spanien      |                                |
| 54  | Iñaki Isasi                | Spanien      |                                |
| 55  | Pierre Cazaux              | Frankreich   |                                |
| 56  | Francisco Javier Aramendia | Spanien      |                                |
| 57  | Jorge Azanza               | Spanien      |                                |
| 58  | Juan José Oroz             | Spanien      | Aufgabe während der 15. Etappe |
| 59  | Mikel Nieve                | Spanien      | 15. Etappe                     |

### Geox-TMC(Spanien)
- Sportdirektor: Stefano Zanini

| Nr. | Name                              | Nationalität | Anmerkungen                   |
| --- | --------------------------------- | ------------ | ----------------------------- |
| 61  | Denis Menschow                    | Russland     |                               |
| 62  | Carlos Sastre                     | Spanien      |                               |
| 63  | Marcel Wyss                       | Schweiz      |                               |
| 64  | David Blanco                      | Spanien      |                               |
| 65  | Giampaolo Cheula                  | Italien      |                               |
| 66  | Dmitri Anatoljewitsch Kosontschuk | Russland     |                               |
| 67  | Fabio Duarte                      | Kolumbien    | Aufgabe während der 8. Etappe |
| 68  | Mauricio Ardila                   | Kolumbien    |                               |
| 69  | Rafael Valls                      | Spanien      |                               |

### HTC-Highroad(USA)
- Sportdirektor: Valerio Piva

| Nr. | Name              | Nationalität           | Anmerkungen                                                  |
| --- | ----------------- | ---------------------- | ------------------------------------------------------------ |
| 71  | Mark Cavendish    | Vereinigtes Königreich | 2. Etappe; 10. & 12. Etappe; Nicht zur 13. Etappe angetreten |
| 72  | Marco Pinotti     | Italien                | 1. Etappe; Aufgabe während der 19. Etappe                    |
| 73  | Patrick Gretsch   | Deutschland            |                                                              |
| 74  | Craig Lewis       | Vereinigte Staaten     | Aufgabe während der 19. Etappe                               |
| 75  | Lars Bak          | Dänemark               |                                                              |
| 76  | František Raboň   | Tschechien             |                                                              |
| 77  | Alex Rasmussen    | Dänemark               |                                                              |
| 78  | Mark Renshaw      | Australien             | Nicht zur 13. Etappe angetreten                              |
| 79  | Kanstanzin Siuzou | Belarus                |                                                              |
|     |                   |                        | 1. Etappe (MZF); 1. – 2. Etappe                              |

### Katjuscha(Russland)
- Sportdirektor: Serge Parsani

| Nr. | Name                  | Nationalität | Anmerkungen |
| --- | --------------------- | ------------ | ----------- |
| 81  | Joaquim Rodríguez     | Spanien      |             |
| 82  | Danilo Di Luca        | Italien      |             |
| 83  | Pawel Brutt           | Russland     |             |
| 84  | Giampaolo Caruso      | Italien      |             |
| 85  | Daniel Moreno         | Spanien      |             |
| 86  | Eduard Worganow       | Russland     |             |
| 87  | Alberto Losada        | Spanien      |             |
| 88  | Joan Horrach          | Spanien      |             |
| 89  | Aljaksandr Kuschynski | Belarus      |             |

### Lampre-ISD(Italien)
- Sportdirektor: Maini Tebaldi

| Nr. | Name                   | Nationalität | Anmerkungen                                                        |
| --- | ---------------------- | ------------ | ------------------------------------------------------------------ |
| 91  | Michele Scarponi       | Italien      |                                                                    |
| 92  | Alessandro Petacchi    | Italien      | 2. Etappe; 2.–7. & 10.–12. Etappe; Nicht zur 13. Etappe angetreten |
| 93  | Marco Marzano          | Italien      |                                                                    |
| 94  | Diego Ulissi           | Italien      | 17. Etappe                                                         |
| 95  | Danilo Hondo           | Deutschland  | Nicht zur 13. Etappe angetreten                                    |
| 96  | Przemysław Niemiec     | Polen        |                                                                    |
| 97  | Alessandro Spezialetti | Italien      |                                                                    |
| 98  | Daniele Righi          | Italien      |                                                                    |
| 99  | Simon Špilak           | Slowenien    |                                                                    |

### Leopard Trek(Luxemburg)
- Sportdirektor: Luca Guercilena

| Nr. | Name                | Nationalität | Anmerkungen |
| --- | ------------------- | ------------ | --- |
| 101 | Brice Feillu        | Frankreich   | Das Team zog sich nach der 4. Etappe wegen Weylandts Tod zurück                                                   |
| 102 | Dominic Klemme      | Deutschland  | Das Team zog sich nach der 4. Etappe wegen Weylandts Tod zurück                                                   |
| 103 | Thomas Rohregger    | Österreich   | Das Team zog sich nach der 4. Etappe wegen Weylandts Tod zurück                                                   |
| 104 | Tom Stamsnijder     | Niederlande  | Das Team zog sich nach der 4. Etappe wegen Weylandts Tod zurück                                                   |
| 105 | Bruno Pires         | Portugal     | Das Team zog sich nach der 4. Etappe wegen Weylandts Tod zurück                                                   |
| 106 | Davide Viganò       | Italien      | Das Team zog sich nach der 4. Etappe wegen Weylandts Tod zurück                                                   |
| 107 | Fabian Wegmann      | Deutschland  | Das Team zog sich nach der 4. Etappe wegen Weylandts Tod zurück                                                   |
| 108 | Wouter Weylandt (†) | Belgien      | Am 9. Mai 2011 verunglückte Wouter Weylandt rund 25 Kilometer vor dem Ziel. Er verstarb noch an der Unfallstelle. |
| 109 | Oliver Zaugg        | Schweiz      | Das Team zog sich nach der 4. Etappe wegen Weylandts Tod zurück                                                   |

### Liquigas-Cannondale(Italien)
- Sportdirektor: Roberto Amadio

| Nr. | Name                 | Nationalität | Anmerkungen |
| --- | -------------------- | ------------ | ----------- |
| 111 | Vincenzo Nibali      | Italien      |             |
| 112 | Valerio Agnoli       | Italien      |             |
| 113 | Eros Capecchi        | Italien      | 18. Etappe  |
| 114 | Alan Marangoni       | Italien      |             |
| 115 | Tiziano Dall’Antonia | Italien      |             |
| 116 | Fabio Sabatini       | Italien      |             |
| 117 | Cristiano Salerno    | Italien      |             |
| 118 | Sylwester Szmyd      | Polen        |             |
| 119 | Alessandro Vanotti   | Italien      |             |

### Movistar Team(Spanien)
- Sportdirektor: Eusebio Unzué

| Nr. | Name                   | Nationalität | Anmerkungen                                |
| --- | ---------------------- | ------------ | ------------------------------------------ |
| 121 | David Arroyo           | Spanien      |                                            |
| 122 | Wassil Kiryjenka       | Belarus      | 20. Etappe                                 |
| 123 | Ignatas Konovalovas    | Litauen      |                                            |
| 124 | Carlos Oyarzun         | Chile        |                                            |
| 125 | Pablo Lastras          | Spanien      |                                            |
| 126 | Sergio Pardilla        | Spanien      |                                            |
| 127 | Luis Pasamontes        | Spanien      |                                            |
| 128 | Branislau Samojlau     | Belarus      |                                            |
| 129 | Francisco José Ventoso | Spanien      | 6. Etappe; Nicht zur 13. Etappe angetreten |
|     |                        |              | 5.–8. Etappe                               |

### Omega Pharma-Lotto(Belgien)
- Sportdirektor: Roberto Damiani

| Nr. | Name             | Nationalität           | Anmerkungen                    |
| --- | ---------------- | ---------------------- | ------------------------------ |
| 131 | Jan Bakelants    | Belgien                | 3.–4. Etappe                   |
| 132 | Adam Blythe      | Vereinigtes Königreich | Aufgabe während der 10. Etappe |
| 133 | Francis De Greef | Belgien                |                                |
| 134 | Bart De Clercq   | Belgien                | 7. Etappe; 7.–8. Etappe        |
| 135 | Gert Dockx       | Belgien                |                                |
| 136 | Olivier Kaisen   | Belgien                |                                |
| 137 | Sebastian Lang   | Deutschland            | 2. Etappe                      |
| 138 | Jussi Veikkanen  | Finnland               |                                |
| 139 | Klaas Lodewyck   | Belgien                |                                |

### Pro Team Astana(Kasachstan)
- Sportdirektor: Giuseppe Martinelli

| Nr. | Name                  | Nationalität | Anmerkungen                     |
| --- | --------------------- | ------------ | ------------------------------- |
| 141 | Roman Kreuziger       | Tschechien   | 9.–21. Etappe                   |
| 142 | Paolo Tiralongo       | Italien      | 19. Etappe                      |
| 143 | Francesco Masciarelli | Italien      | Nicht zur 17. Etappe angetreten |
| 144 | Robert Kišerlovski    | Kroatien     |                                 |
| 145 | Maxim Gurow           | Kasachstan   |                                 |
| 146 | Josep Jufré           | Spanien      |                                 |
| 147 | Alexander Djatschenko | Kasachstan   |                                 |
| 148 | Jewgeni Petrow        | Russland     |                                 |
| 149 | Gorazd Štangelj       | Slowenien    |                                 |
|     |                       |              | 9.–21. Etappe                   |

### Farnese Vini-Neri Sottoli(Großbritannien)
- Sportdirektor: Luca Scinto

| Nr. | Name               | Nationalität | Anmerkungen                |
| --- | ------------------ | ------------ | -------------------------- |
| 150 | Giovanni Visconti  | Italien      |                            |
| 151 | Francesco Failli   | Italien      | Aufgabe auf der 5. Etappe  |
| 152 | Leonardo Giordani  | Italien      |                            |
| 153 | Oscar Gatto        | Italien      | 8. Etappe                  |
| 154 | Matteo Rabottini   | Italien      |                            |
| 155 | Luca Mazzanti      | Italien      |                            |
| 156 | Elia Favilli       | Italien      |                            |
| 157 | Andrea Noè         | Italien      | Aufgabe auf der 14. Etappe |
| 158 | Davide Ricci Bitti | Italien      |                            |

Aufgrund der Vereinigung Italiens vor 150 Jahren wurde in diesem Jahr aus diesem besonderen Anlass die Start Nr. 150 vergeben.

### Quick Step(Belgien)
- Sportdirektor: Davide Bramati

| Nr. | Name               | Nationalität | Anmerkungen                |
| --- | ------------------ | ------------ | -------------------------- |
| 161 | Francesco Chicchi  | Italien      | Aufgabe auf der 14. Etappe |
| 162 | Dario Cataldo      | Italien      |                            |
| 163 | Gerald Ciolek      | Deutschland  | Aufgabe auf der 13. Etappe |
| 164 | Francesco Reda     | Italien      |                            |
| 165 | Addy Engels        | Belgien      |                            |
| 166 | Davide Malacarne   | Italien      |                            |
| 167 | Jérôme Pineau      | Frankreich   |                            |
| 168 | Kevin Seeldraeyers | Belgien      |                            |
| 169 | Kristof Vandewalle | Belgien      |                            |

### Rabobank Cycling Team(Niederlande)
- Sportdirektor: Erik Dekker

| Nr. | Name              | Nationalität | Anmerkungen                                   |
| --- | ----------------- | ------------ | --------------------------------------------- |
| 171 | Graeme Brown      | Australien   | Zeitlimit auf der 9. Etappe überschritten     |
| 172 | Rick Flens        | Niederlande  |                                               |
| 173 | Steven Kruijswijk | Niederlande  | 5.–8. Etappe                                  |
| 174 | Stef Clement      | Niederlande  |                                               |
| 175 | Tom Slagter       | Niederlande  | Aufgabe nach schwerem Sturz auf der 5. Etappe |
| 176 | Bram Tankink      | Niederlande  |                                               |
| 177 | Jos van Emden     | Niederlande  |                                               |
| 178 | Dennis van Winden | Niederlande  |                                               |
| 179 | Pieter Weening    | Niederlande  | 5. Etappe; 5.–8. Etappe                       |

### Saxo Bank SunGard(Dänemark)
- Sportdirektor: Philippe Mauduit

| Nr. | Name                | Nationalität | Anmerkungen                                                         |
| --- | ------------------- | ------------ | ------------------------------------------------------------------- |
| 181 | Alberto Contador    | Spanien      | 9. & 16. Etappe; 9.–21. Etappe; 13.–14. Etappe; 9. & 13.–21. Etappe |
| 182 | Laurent Didier      | Luxemburg    |                                                                     |
| 183 | Wolodymyr Hustow    | Ukraine      |                                                                     |
| 184 | Jesús Hernández     | Spanien      |                                                                     |
| 185 | Kasper Klostergaard | Dänemark     |                                                                     |
| 186 | Richie Porte        | Australien   |                                                                     |
| 187 | Daniel Navarro      | Spanien      |                                                                     |
| 188 | Matteo Tosatto      | Italien      |                                                                     |
| 189 | Michael Mørkøv      | Dänemark     |                                                                     |

### Sky ProCycling(Großbritannien)
- Sportdirektor: Sean Yates

| Nr. | Name                 | Nationalität           | Anmerkungen                    |
| --- | -------------------- | ---------------------- | ------------------------------ |
| 191 | Thomas Lövkvist      | Schweden               |                                |
| 192 | Michael Barry        | Kanada                 |                                |
| 193 | Kjell Carlström      | Finnland               |                                |
| 194 | Dario Cioni          | Italien                |                                |
| 195 | Russell Downing      | Vereinigtes Königreich |                                |
| 196 | Davide Appollonio    | Italien                | Aufgabe während der 13. Etappe |
| 197 | Lars Petter Nordhaug | Norwegen               |                                |
| 198 | Peter Kennaugh       | Vereinigtes Königreich |                                |
| 199 | Morris Possoni       | Italien                |                                |

### Team Garmin-Cervélo(USA)
- Sportdirektor: Lionel Marie

| Nr. | Name                | Nationalität           | Anmerkungen                                                                             |
| --- | ------------------- | ---------------------- | --------------------------------------------------------------------------------------- |
| 201 | Tyler Farrar        | Vereinigte Staaten     | Trat wegen des tödlichen Unfalls seines Freundes Wouter Weylandt nicht zur 5. Etappe an |
| 202 | Brett Lancaster     | Australien             |                                                                                         |
| 203 | Thomas Peterson     | Vereinigte Staaten     |                                                                                         |
| 204 | Murilo Fischer      | Brasilien              | Aufgabe während der 17. Etappe                                                          |
| 205 | Christophe Le Mével | Frankreich             |                                                                                         |
| 206 | Cameron Meyer       | Australien             |                                                                                         |
| 207 | David Millar        | Vereinigtes Königreich | 3.–4. Etappe; 21. Etappe                                                                |
| 208 | Peter Stetina       | Vereinigte Staaten     |                                                                                         |
| 209 | Matthew Wilson      | Australien             | Aufgabe während der 17. Etappe                                                          |
|     |                     |                        | 3.–4. Etappe                                                                            |

### Team RadioShack(USA)
- Sportdirektor: Alain Gallopin

| Nr. | Name                   | Nationalität       | Anmerkungen                               |
| --- | ---------------------- | ------------------ | ----------------------------------------- |
| 211 | Tiago Machado          | Portugal           |                                           |
| 212 | Jaroslaw Popowytsch    | Ukraine            |                                           |
| 213 | Robbie McEwen          | Australien         | Zeitlimit auf der 9. Etappe überschritten |
| 214 | Fumiyuki Beppu         | Japan              |                                           |
| 215 | Manuel António Cardoso | Portugal           |                                           |
| 216 | Philip Deignan         | Iran               |                                           |
| 217 | Robert Hunter          | Südafrika          |                                           |
| 218 | Iwan Rowny             | Russland           |                                           |
| 219 | Bjorn Selander         | Vereinigte Staaten | 1. – 2. Etappe                            |

### Vacansoleil-DCM(Niederlande)
- Sportdirektor: Hilaire van der Schueren

| Nr. | Name               | Nationalität | Anmerkungen                     |
| --- | ------------------ | ------------ | ------------------------------- |
| 221 | Matteo Carrara     | Italien      |                                 |
| 222 | Borut Božič        | Slowenien    | Aufgabe während der 11. Etappe  |
| 223 | Maxim Belkow       | Russland     |                                 |
| 224 | Michał Gołaś       | Polen        | Nicht zur 16. Etappe angetreten |
| 225 | Johnny Hoogerland  | Niederlande  |                                 |
| 226 | Sergey Lagutin     | Usbekistan   |                                 |
| 227 | Alberto Ongarato   | Italien      |                                 |
| 228 | Mirko Selvaggi     | Italien      |                                 |
| 229 | Frederik Veuchelen | Belgien      |                                 |